# Natação no Campeonato Mundial de Esportes Aquáticos de 2019 - 4x100 m medley masculino
A prova do revezamento 4x100 metros medley masculino da natação no Campeonato Mundial de Esportes Aquáticos de 2019 ocorreu no dia 28 de julho, em Gwangju, na Coreia do Sul. 

## Recordes
Antes desta competição, os recordes mundiais e do campeonato nesta prova eram os seguintes:
| Tipo                  | Atleta         | Tempo   | Local | Data                |
| --------------------- | -------------- | ------- | ----- | ------------------- |
|                       | Estados Unidos | 3:27.28 | Roma  | 2 de agosto de 2009 |
| Recorde do campeonato | Estados Unidos | 3:27.28 | Roma  | 2 de agosto de 2009 |

## Medalhistas
| Ouro                                                                                | Prata | Bronze |
| Reino Unido · Luke Greenbank · Adam Peaty · James Guy · Duncan Scott · James Wilby* | Estados Unidos · Ryan Murphy · Andrew Wilson · Caeleb Dressel · Nathan Adrian · Matt Grevers* · Michael Andrew* · Jack Conger* · Zach Apple* | Rússia · Evgeny Rylov · Kirill Prigoda · Andrey Minakov · Vladimir Morozov · Kliment Kolesnikov* · Anton Chupkov* · Mikhail Vekovishchev* · Vladislav Grinev* |

*Participaram apenas das eliminatórias, mas também receberam medalhas.

## Cronograma
Todos os horários são locais (UTC+9). 
| Data        | Hora  | Evento        |
| ----------- | ----- | ------------- |
| 28 de julho | 10:50 | Eliminatórias |
| 28 de julho | 21:38 | Final         |

## Resultados

### Eliminatórias
Esses foram os resultados das eliminatórias. Foram realizadas no dia 28 de julho com início às 10:50. 
| Colocação | Bateria | Raia | Nacionalidade  | Nadadores                                                                                              | Tempo   | Notas            |
| --------- | ------- | ---- | -------------- | --- | ------- | ---------------- |
| 1         | 2       | 3    | Rússia         | Kliment Kolesnikov (53.75) Anton Chupkov (58.90) Mikhail Vekovishchev (50.87) Vladislav Grinev (47.20) | 3:30.72 | Q                |
| 2         | 3       | 5    | Estados Unidos | Matt Grevers (52.89) Michael Andrew (59.75) Jack Conger (51.70) Zach Apple (47.59)                     | 3:31.93 | Q                |
| 3         | 2       | 4    | Japão          | Ryosuke Irie (53.83) Yasuhiro Koseki (58.66) Naoki Mizunuma (51.76) Katsumi Nakamura (48.09)           | 3:32.34 | Q                |
| 4         | 3       | 3    | Reino Unido    | Luke Greenbank (54.11) James Wilby (59.02) James Guy (51.41) Duncan Scott (47.81)                      | 3:32.35 | Q                |
| 5         | 2       | 5    | Austrália      | Mitch Larkin (53.47) Matthew Wilson (59.16) Matthew Temple (51.27) Clyde Lewis (48.60)                 | 3:32.50 | Q                |
| 6         | 3       | 6    | Brasil         | Guilherme Guido (53.35) João Gomes Júnior (59.68) Vinicius Lanza (51.66) Breno Correia (47.89)         | 3:32.58 | Q                |
| 7         | 3       | 4    | China          | Xu Jiayu (53.06) Yan Zibei (58.67) Li Zhuhao (52.19) He Junyi (49.50)                                  | 3:33.42 | Q                |
| 8         | 3       | 2    | Alemanha       | Christian Diener (54.56) Fabian Schwingenschlögl (59.67) Marius Kusch (51.48) Damian Wierling (48.31)  | 3:34.02 | Q                |
| 9         | 3       | 1    | Bielorrússia   | Mikita Tsmyh (54.98) Ilya Shymanovich (58.30) Yauhen Tsurkin (52.46) Artsiom Machekin (48.82)          | 3:34.56 |                  |
| 10        | 3       | 7    | Canadá         | Markus Thormeyer (54.36) Richard Funk (1:00.23) Joshua Liendo (52.09) Yuri Kisil (48.11)               | 3:34.79 |                  |
| 11        | 2       | 2    | Lituânia       | Danas Rapšys (54.66) Andrius Šidlauskas (59.51) Deividas Margevičius (52.53) Simonas Bilis (48.18)     | 3:34.88 |                  |
| 12        | 2       | 7    | Hungria        | Richárd Bohus (54.16) Dávid Horváth (1:01.99) Sebastian Sabo (51.00) Nándor Németh (47.96)             | 3:35.11 |                  |
| 13        | 2       | 6    | Itália         | Simone Sabbioni (54.82) Nicolò Martinenghi (59.48) Federico Burdisso (52.10) Manuel Frigo (48.83)      | 3:35.23 |                  |
| 14        | 1       | 8    | Irlanda        | Shane Ryan (54.39) Darragh Greene (59.08) Brendan Hyland (53.11) Jordan Sloan (49.28)                  | 3:35.86 | Recorde nacional |
| 15        | 3       | 8    | Países Baixos  | Nyls Korstanje (56.11) Arno Kamminga (59.28) Mathys Goosen (52.60) Jesse Puts (48.78)                  | 3:36.77 |                  |
| 16        | 1       | 4    | Turquia        | Metin Aydın (55.72) Berkay Öğretir (59.74) Ümitcan Güreş (52.52) Hüseyin Emre Sakçı (48.87)            | 3:36.85 | Recorde nacional |
| 17        | 2       | 0    | Coreia do Sul  | Lee Ju-ho (54.62) Moon Jae-kwon (1:00.78) Yun Seok-hwan (52.61) Yang Jae-hoon (48.96)                  | 3:36.97 | Recorde nacional |
| 18        | 3       | 9    | Suíça          | Roman Mityukov (54.62) Yannick Käser (1:00.59) Jérémy Desplanches (52.35) Nils Liess (49.42)           | 3:36.98 | Recorde nacional |
| 19        | 1       | 3    | Croácia        | Anton Lončar (55.52) Nikola Obrovac (1:00.01) Nikola Miljenić (52.93) Bruno Blašković (48.72)          | 3:37.18 |                  |
| 20        | 1       | 5    | Israel         | Yakov Toumarkin (54.36) Itay Goldfaden (1:01.09) Tomer Frankel (52.76) Meiron Cheruti (49.30)          | 3:37.51 |                  |
| 21        | 2       | 9    | Polónia        | Radosław Kawęcki (55.10) Jan Kałusowski (1:02.17) Konrad Czerniak (52.01) Kacper Majchrzak (48.81)     | 3:38.09 |                  |
| 22        | 2       | 8    | Cazaquistão    | Adil Kaskabay (56.83) Dmitriy Balandin (58.52) Adilbek Mussin (52.71) Alexandr Varakin (50.07)         | 3:38.13 |                  |
| 23        | 2       | 1    | África do Sul  | Christopher Reid (55.06) Michael Houlie (1:01.16) Chad le Clos (50.94) Ryan Coetzee (51.02)            | 3:38.18 |                  |
| 24        | 1       | 2    | Egito          | Mohamed Samy (55.23) Youssef El-Kamash (1:00.97) Abdelrahman Sameh (53.99) Ali Khalafalla (48.84)      | 3:39.03 | Recorde nacional |
| 25        | 1       | 6    | Taipé Chinesa  | Chuang Mu-lun (55.89) Chen Chih-ming (1:01.67) Chu Chen-ping (53.41) Wang Yu-lian (49.89)              | 3:40.86 | Recorde nacional |
| 26        | 3       | 0    | Singapura      | Quah Zheng Wen (55.34) Lionel Khoo (1:02.44) Jonathan Tan Eu Jin (54.13) Darren Chua Yi Shou (49.67)   | 3:41.58 |                  |
| 27        | 1       | 7    | Hong Kong      | Cheuk Yin Ng (58.48) Michael Ng Yu Hin (1:04.80) Nicholas Lim (54.95) Ian Ho Yentou (49.78)            | 3:48.01 |                  |
| 28        | 1       | 1    | Malásia        | | DNS     | DNS              |

### Final
A final foi realizada em 28 de julho às 21:38. 
| Colocação         | Raia | Nacionalidade  | Nadadores                                                                                             | Tempo   | Notas            |
| ----------------- | ---- | -------------- | --- | ------- | ---------------- |
| Medalha de ouro   | 6    | Reino Unido    | Luke Greenbank (53.95) Adam Peaty (57.20) James Guy (50.81) Duncan Scott (46.14)                      | 3:28.10 | Recorde europeu  |
| Medalha de prata  | 5    | Estados Unidos | Ryan Murphy (52.92) Andrew Wilson (58.65) Caeleb Dressel (49.28) Nathan Adrian (47.60)                | 3:28.45 |                  |
| Medalha de bronze | 4    | Rússia         | Evgeny Rylov (52.57) Kirill Prigoda (58.68) Andrey Minakov (50.54) Vladimir Morozov (47.02)           | 3:28.81 | Recorde nacional |
| 4                 | 3    | Japão          | Ryosuke Irie (53.54) Yasuhiro Koseki (58.16) Naoki Mizunuma (51.16) Katsumi Nakamura (47.49)          | 3:30.35 |                  |
| 5                 | 2    | Austrália      | Mitch Larkin (53.16) Matthew Wilson (59.67) Matthew Temple (50.99) Kyle Chalmers (46.60)              | 3:30.42 |                  |
| 6                 | 7    | Brasil         | Guilherme Guido (53.20) João Gomes Júnior (58.80) Vinicius Lanza (51.29) Marcelo Chierighini (47.57)  | 3:30.86 |                  |
| 7                 | 1    | China          | Xu Jiayu (52.97) Yan Zibei (58.26) Li Zhuhao (51.72) Cao Jiwen (48.66)                                | 3:31.61 |                  |
| 8                 | 8    | Alemanha       | Christian Diener (54.83) Fabian Schwingenschlögl (59.26) Marius Kusch (50.79) Damian Wierling (47.98) | 3:32.86 |                  |

Legenda
| Recorde mundial       | Recorde mundial (World record)               |                       | Recorde africano                      | Recorde africano (African) |                                           | Q | Classificado por posição (Qualified) |
| Recorde do campeonato | Recorde do campeonato (Championship record)  | Recorde da América    | Recorde da América (Americas)         | q                          | Classificado por melhor tempo (Qualified) |   |                                      |
| Melhor marca do ano   | Melhor marca do ano (World leading)          | Recorde asiático      | Recorde asiático (Asian)              | DNS                        | Não largou (Did not start)                |   |                                      |
| Recorde nacional      | Recorde nacional (National record)           | Recorde europeu       | Recorde europeu (European)            | DNF                        | Não terminou (Did not finish)             |   |                                      |
| Recorde pessoal       | Recorde pessoal do atleta (Personal best)    | Recorde da Oceania    | Recorde da Oceania (Oceania)          | DSQ / DQ                   | Desclassificado (Disqualified)            |   |                                      |
| Recorde da temporada  | Recorde da temporada do atleta (Season best) | Recorde sul-americano | Recorde sul-americano (South America) | NM                         | Sem marca (No mark)                       |   |                                      |